# Nizar Rayyan
Cheikh Nizar Rayyan, né le 6 mars 1959 à Jabalia et mort le 1er janvier 2009 dans le même camp, était un dirigeant politique et religieux du Hamas.

## Biographie
Professeur de charia à la faculté d'usūl al-Dīn de l'université islamique de Gaza et prédicateur influent, imam de la mosquée des martyrs de Jabalia, Rayyan est considéré comme le successeur de Cheik Yassin, dirigeant spirituel du Hamas assassiné par une attaque ciblée israélienne le 22 mars 2004.
Il fait le lien entre les branches politique et armée du Hamas. Il préconise l'usage d'attentats-suicides contre les Israéliens et a même envoyé son deuxième fils tuer deux colons israéliens avec cette méthode en 2001. 
Il fut l'une des 16 victimes (avec ses quatre épouses et 11 de ses enfants âgés de 1 à 12 ans) lors d'un raid aérien israélien lancé durant l'Opération Plomb durci contre leur maison de Jabalia située dans le nord de la bande de Gaza,,.